# Arniquet
Arniquet (Haitianisch-Kreolisch Anikè) ist eine Gemeinde im Département Sud von Haiti.

## Geschichte
Vor Erlangung des offiziellen Gemeindestatus im Jahr 1976 war die Gegend um Arniquet der dritte ländliche Gemeindebezirk von Port-Salut.
Bei schweren Niederschlägen und vom Erdbeben des Jahres 2010 beeinträchtigten und blockierten Wasserläufen mussten über 2000 Menschen aus der Gemeinde Arniquet evakuiert werden.
Arniquet wurde im Jahr 2014 an das Elektrizitätsnetz Südhaitis angeschlossen.
Im Jahr 2018 entwickelte sich in Arniquet eine Initiative, die in Haiti selten ist, Verschiedene Bereiche der Zivilgesellschaft sowie die lokalen Behörden der Gemeinde hielten einen Kongress ab, um über die großen Herausforderungen, mit denen die Gemeinde konfrontiert ist, zu diskutieren und Optionen zur Verbesserung der Lage zu prüfen. Das Treffen, das auf Initiative der Cellule pour le développement et le relèvement d'Arniquet (CEDRA) organisiert wurde, sollte den verschiedenen Akteuren die Möglichkeit geben, sich frei über die Zukunft des Gebiets auszutauschen, aber auch ihre Beteiligung an den anstehenden Veränderungen zu zeigen.
Die japanische Entwicklungsorganisation Peace Winds Japan (PWJ) nahm sich der Planungen der Gemeinde an und arbeitete ab 2018 vor allem im Bereich der Katastrophenvorsorge, nachdem es auch in Arniquet bei dem Hurrikan Matthew im Jahr 2007 zu erheblichen Schäden gekommen war.
Nach dem verheerenden Erdbeben im Süden Haitis 2021 konzentrierte sich auch das Welternährungsprogramm (WFP) auf nachhaltige Infrastrukturmaßnahmen, so z. B. den Straßenbau in der Gemeinde.

## Lage und Beschreibung
Die Gemeinde Arniquet liegt auf einer Halbinsel, die südlich von der Tiburon-Halbinsel rund 10 Kilometer in das Karibische Meer ragt. Das Gebiet der Gemeinde ist überwiegend bergig und zerklüftet.
Neben dem Ortszentrum Ville de Arniquet bestehen drei ländliche Gemeindebezirke:
1. Lazare mit Chateau und Duclerc
2. Anse-à-Drick mit Berger, Bergera, Blondin, Bouroux, Camori, Carpentier, Ca Stable, Desglacis, Dumeau, Gauthier, La Ferme, Lebon, Marshall, Maucas, Nan Bois, Nan Calou, Nan Garde, Nan Rue, Ravette und Vancol
3. Arniquet (Landbezirk) mit Antoine, Bassin, Cazeau, Griffon, La Hatte, Maillard, Mont Gérard, Ravette, Romain und Tampis

Die Route Départementale RD-25 verläuft an der Küste im Westen der Gemeinde. In rund 20 Kilometern Entfernung ist im Nordosten Les Cayes zu erreichen, wo die Route Nationale 2 (RN-2) verläuft. Nach Port-Salut sind es über die RD-25 19 Kilometer; über unbefestigte Pisten sind es nur 14 Kilometer, die Fahrtzeit verdoppelt sich jedoch. Innerhalb der Gemeinde bestehen kaum befestigte Straßen.

## Persönlichkeiten
- Joseph Willy Romelus (1931–2025), römisch-katholischer Geistlicher, Bischof von Jérémie